# Karl von Bötticher
Heinrich Leopold Karl von Bötticher (* 28. Februar 1826 in Danzig; † 26. Mai 1891 in Wiesbaden) war ein preußischer Generalmajor.

## Leben

### Herkunft
Karl war ein Sohn des preußischen Oberstleutnants Leopold von Bötticher (1773–1830) und dessen zweiter Ehefrau Friederike, geborene von Wnuck (1800–1872).

### Militärkarriere
Nach dem Besuch der St.-Petri-Schule in seiner Heimatstadt sowie der Kadettenhäuser in Kulm und Berlin wurde Bötticher am 10. August 1848 als Portepeefähnrich dem 5. Infanterie-Regiment der Preußischen Armee überwiesen. Er avancierte Mitte Mai 1844 zum Sekondeleutnant, war ab März 1849 untersuchungsführender Offizier in seinem Regiment und absolvierte von Oktober 1850 bis Juli 1853 zur weiteren Ausbildung die Allgemeine Kriegsschule. Bis Ende Mai 1859 stieg Bötticher zum Hauptmann auf und wurde im August 1859 als Kompanieführer beim I. Bataillon im 5. Landwehr-Regiment kommandiert. Dieser Verband bildete im Mai des Folgejahres den Stamm des 5. kombinierten Infanterie-Regiments, aus dem Anfang Juli 1860 das 8. Ostpreußische Infanterie-Regiment Nr. 45 hervorging. Ab Mitte Oktober 1860 war Bötticher Kompaniechef und wurde Ende Februar 1861 in gleicher Eigenschaft in das 4. Ostpreußische Grenadier-Regiment Nr. 5 versetzt. Im Krieg gegen Österreich führte er seine Kompanie 1866 in den Schlachten bei Trautenau sowie Königgrätz und erhielt für sein Wirken den Roten Adlerorden IV. Klasse mit Schwertern.
Als Major und Kommandeur des II. Bataillons nahm Bötticher im Krieg gegen Frankreich 1870/71 an den Schlachten bei Gravelotte und Noisseville sowie der Belagerung von Metz teil. Ausgezeichnet mit dem Eisernen Kreuz II. Klasse wurde er nach dem Friedensschluss am 1. Januar 1872 als Kommandeur des I. Bataillons im 3. Großherzoglich Hessischen Infanterie-Regiments (Leib-Regiment) Nr. 117 nach Mainz versetzt. Ende Februar 1874 übernahm er das Füsilier-Bataillon und stieg in dieser Eigenschaft Mitte September 1874 zum Oberstleutnant auf. Nach der Beförderung zum Oberst erfolgte am 1. Oktober 1876 seine Ernennung zum Kommandeur des ebenfalls in Mainz stationierten 2. Nassauischen Infanterie-Regiments Nr. 88. Gesundheitsbedingt reichte Bötticher seinen Abschied ein und wurde am 2. November 1882 unter Verleihung des Charakters als Generalmajor mit Pension zur Disposition gestellt.

### Familie
Bötticher verheiratete sich am 11. Mai 1855 in Berlin mit Emma Hassel (1837–1891). Aus der Ehe ging die Tochter Anna (* 1860) hervor.